# New York University Journal of Law & Liberty
New York University Journal of Law & Liberty es una revista de la escuela de Derecho de la Universidad de Nueva York que publica trabajos académicos relacionados con el derecho y el liberalismo clásico.

## Historia
La revista fue establecida en 2005 por los estudiantes Robert Sarvis y Robert McNamara. En 2008, un artículo publicado por la revista fue citado por Antonin Scalia en la Corte Suprema de los Estados Unidos por el caso de Distrito de Columbia v. Heller. La revista también presenta la conferencia anual Friedrich A. von Hayek junto con el Instituto Liberal Clásico de la Escuela de Law.